# Homotherus smileyi
Homotherus smileyi là một loài tò vò trong họ Ichneumonidae.